# 19848 Yeungchuchiu
19848 Yeungchuchiu è un asteroide della fascia principale. Scoperto nel 2000, presenta un'orbita caratterizzata da un semiasse maggiore pari a 3,0055101 UA e da un'eccentricità di 0,0815354, inclinata di 11,05830° rispetto all'eclittica.